# 일 프리모 타워
일 프리모 타워는 아랍에미리트 두바이에 공사 중인 마천루로 부르즈 할리파에서 약 100m 떨어진 곳에 건설 중이다.